# عملية هنتر

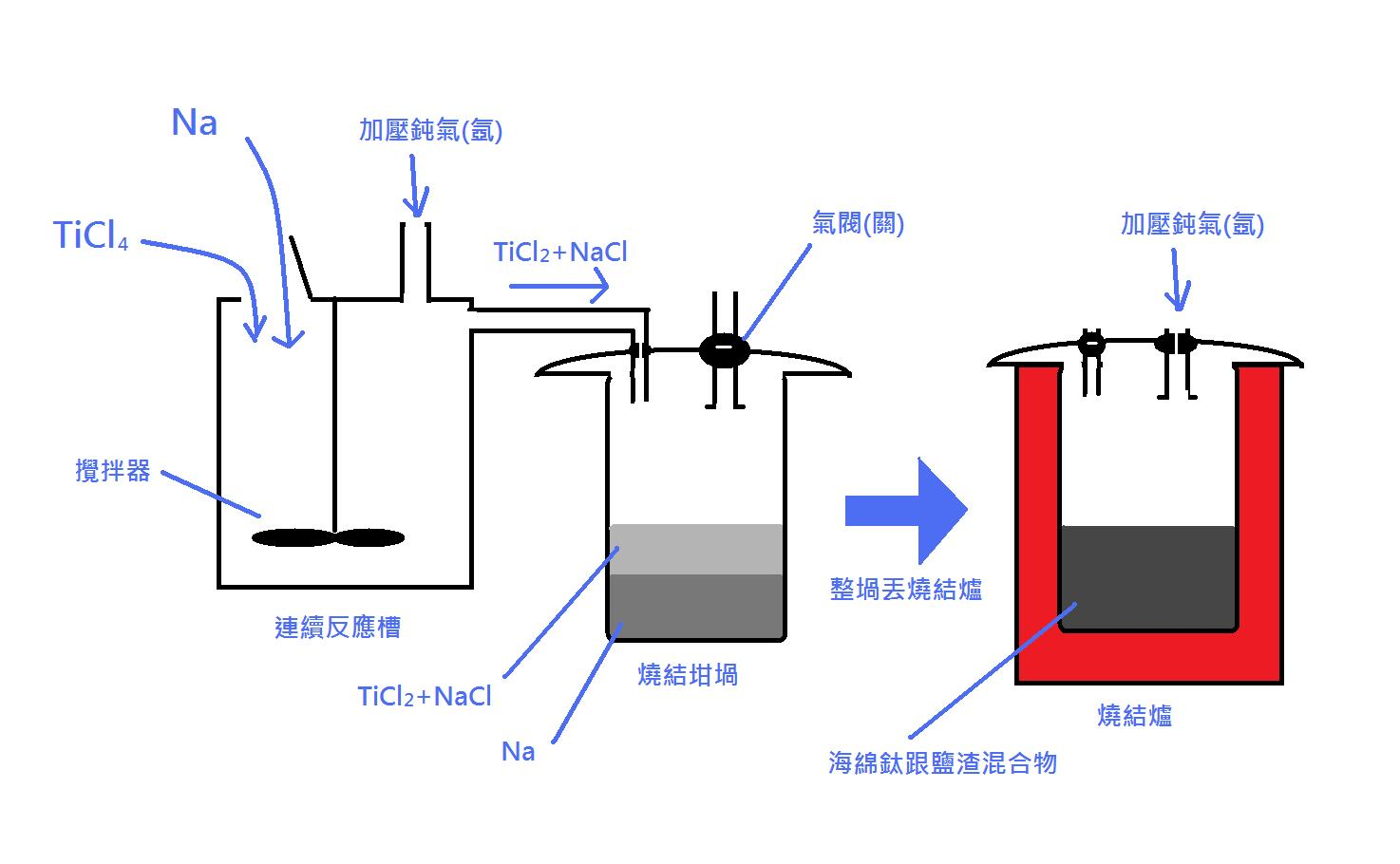

عملية هنتر هي أول عملية صناعية تنتج التيتانيوم المعدني المطيل النقي. تم اختراعها في عام 1910 من قبل ماثيو هنتر، وهو الكيميائي المولود في نيوزيلندا وعمل في الولايات المتحدة. تتضمن العملية اختزال رباعي كلوريد التيتانيوم مع الصوديوم في مفاعل دفعات مع جو خامل عند درجة حرارة 1000 درجة مئوية. ثم يستخدم حمض الهيدروكلوريك المخفف لغسل الملح من المنتج.
{\displaystyle {\ce {TiCl4 + 4 Na -> 4 NaCl + Ti}}}
قبل إكتشاف عملية هانتر، كانت الطرق المُستخدمة لإنتاج التيتانيوم تُنتج معدنا ذو نقاوة منخفضة، وغالبًا ما تكون النواتج في صورة نتريد التيتانيوم (الذي يشبه المعدن). تم استبدال عملية كرول بعملية هنتر الأقل تكلفة في الأربعينيات. في عملية كرول، يتم اختزال رباعي كلوريد التيتانيوم بواسطة المغنيسيوم.